# 马尔迪克堡
马尔迪克堡（法語：Fort-Mardyck，法語發音：[fɔʁ maʁdik]）是法国北部省的一个旧市镇，属于敦刻尔克区。2010年12月9日，马尔迪克堡同滨海圣波勒并入市镇敦刻尔克。

## 地理
马尔迪克堡（51°1'52"N, 2°18'22"E）面积1.41 平方千米，位于法国上法蘭西大區北部省，该省份为法国最北部的省份及最长的省份，西北濒北海，西接加来海峡省，南至埃纳省和索姆省，东与比利时接壤。
马尔迪克堡的时区为UTC+01:00、UTC+02:00（夏令时）。

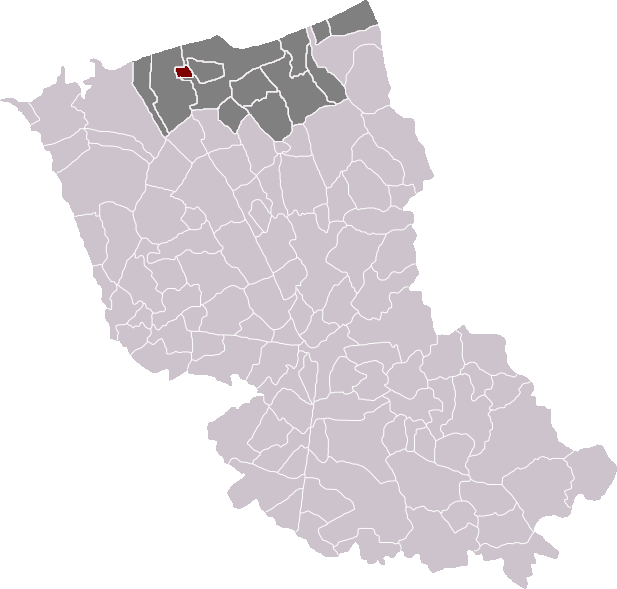
马尔迪克堡在敦刻尔克区的位置

## 行政
马尔迪克堡的邮政编码为59430，INSEE市镇编码为59248。

## 政治
马尔迪克堡所属的省级选区为敦刻尔克第一县。

## 人口

1962-2008年间马尔迪克堡人口变化图示

马尔迪克堡于2018年1月1日时的人口数量为3426人。